# Universidad Abad Oliva CEU
La Universidad Abad Oliva CEU (en catalán y oficialmente: Universitat Abat Oliba CEU) es una universidad privada de iniciativa social, sin ánimo de lucro y de inspiración católica, ubicada en Barcelona, España. Adquirió dicha condición en 2003 por decreto del Parlamento de Cataluña, que elevó a universidad el homónimo colegio universitario, fundado en 1973. 
La Universidad adopta el nombre del abad Oliva, conde de Berga y Ripoll, obispo de Vich, reformador de los monasterios de Cuixá y Ripoll, y fundador del de Montserrat; ya que según la Universidad «aspira a hacer suyo el espíritu de quien estableció hace mil años los cimientos de la Cataluña naciente sobre la base de la cultura romana y cristiana».
Dedica su nombre del abad Oliva, figura clave en la repoblación de Cataluña sobre la base de la cultura romana y cristiana. Y el pactismo político, cuyas Asambleas de Paz y tregua de Dios fueron el precedente de uno de los primeros parlamentos de Europa.
Es una de las tres universidades españolas pertenecientes a la Fundación Universitaria San Pablo CEU, una institución fundada en 1933 por el periodista y abogado del Estado Ángel Herrera Oria. Pertenece a la Asociación Católica de Propagandistas, institución creada en 1908 por el jesuita Ángel Ayala.
La sede principal de la UAO CEU es el Campus de Bellesguard, en el distrito de Sarriá-San Gervasio. El arquitecto Miguel Ángel Armengou con estudio en Barcelona, diseña y se encarga de la construcción de la Universidad que rodea la iglesia central de la Universidad.

## Historia
El origen de la actual Universidad se encuentra en el Colegio Universitario Abad Oliva, una institución creada por la Fundación Universitaria San Pablo CEU en 1973 en Barcelona como colegio universitario. Este centro inició su actividad en enero de 1974 mediante un convenio de adscripción y colaboración con la Universidad de Barcelona, siendo por tanto la escuela privada de Derecho con más antigüedad de las existentes en Cataluña.
En 1992 adquirió el complejo construido por el arquitecto modernista Bernardí Martorell a instancias de la benefactora Francesca Balart, para convertirlo en su actual sede principal, que se inauguró en 1995. Aquel mismo año, coincidiendo con la reforma del arquitecto Miquel Àngel Armengou, pasó a denominarse Centro Docente de Enseñanza Superior Abad Oliva, incorporando estudios universitarios de licenciatura en Derecho, Administración y Dirección de Empresas y el primer ciclo de Económicas.
En 1995 pasó a denominarse "Centro Docente de Enseñanza Superior Abad Oliva", y se implantaron estudios universitarios de licenciatura en Derecho, Administración y Dirección de Empresas y el primer ciclo de Económicas. En 2003, el Parlamento de Cataluña reconoció la Universidad Abad Oliva CEU. 

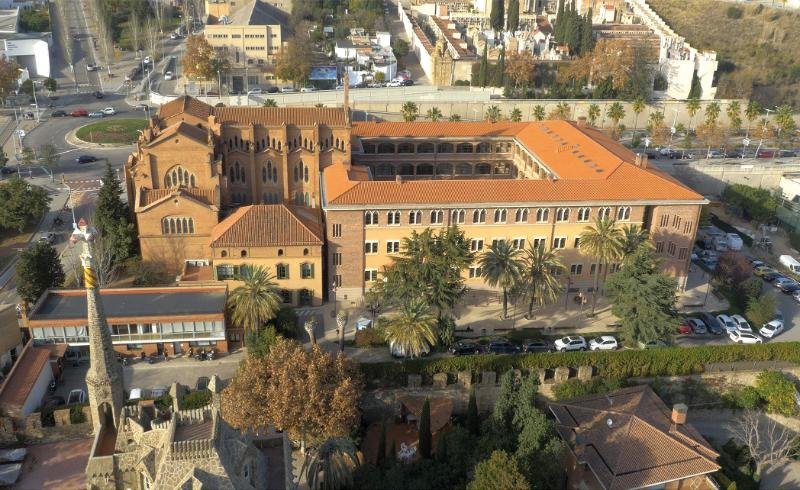
Campus de la Universidad Abad Oliva en Barcelona

Diez años después, en 2003, la Universidad Abad Oliva CEU es reconocida por la Ley 20/2003, de 4 de julio, del Parlamento de Cataluña. Pasa a ser así una de las tres universidades españolas pertenecientes a la Fundación Universitaria San Pablo CEU, una institución fundada en 1933 por la Asociación Católica de Propagandistas.
La primavera de 2007 vio nacer los GoliADs UAO CEU Awards, premios de publicidad y comunicación otorgados anualmente por el alumnado de la propia Universidad a agencias de publicidad y medios de comunicación. Los GoliADs suceden los ICOMI Awards, que datan de 1995, cuando los empezó el Centro de Estudios ICOMI.

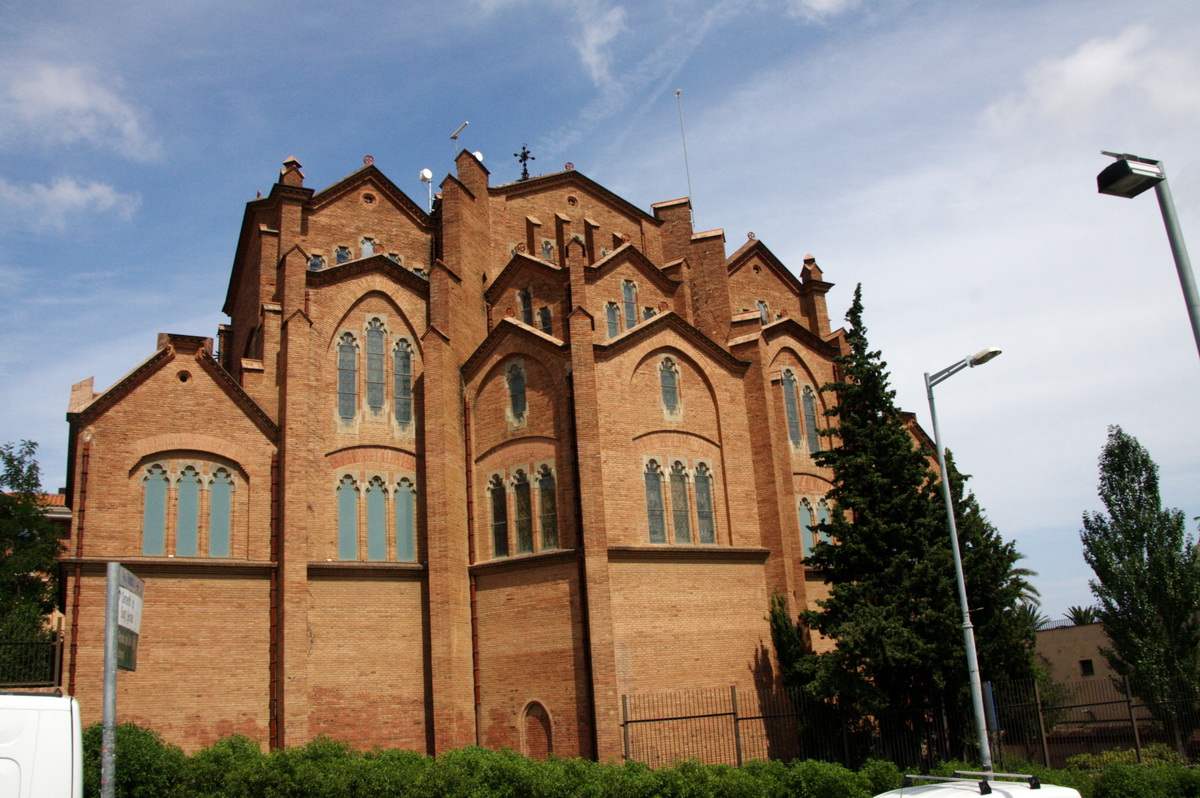
Convento del Redentor

En el año 2012 se iniciaron las jornadas UAO CEU International Journalism Week, un congreso internacional de cinco días de duración (de lunes a viernes) que reúne ponentes y presentaciones en inglés del ámbito del Periodismo. La UAO CEU International Journalism Week tiene carácter anual y una temática diferente para cada edición.
El 14 de diciembre de 2012 la UAO CEU y el resto de las universidades catalanas se comprometieron en la defensa de la inmersión lingüística y de un modelo propio y coordinado de acceso a la enseñanza universitaria para hacer frente a la Ley Orgánica para la Mejora de la Calidad Educativa, impulsada por José Ignacio Wert, ministro de Educación español.
El 31 de enero de 2013, la UAO CEU y otras universidades catalanas, con el impulso del Gobierno a través del Consejo Interuniversitario, acordaron evaluar su calidad y competitividad con el nuevo sistema de indicadores U-Multirank, impulsado por la Dirección General de Educación y Cultura de la Comisión Europea. Este sistema de valoración, al que se han adherido voluntariamente 500 universidades internacionales, está diseñado con varios parámetros para ofrecer una información rigurosa y más flexible, con el objetivo de reflejar la diversidad de situaciones de las universidades, sobre todo europeas.
Han sido sus rectores: Juan Corona Ramón (2003-2004); José María Alsina Roca (2004-2009); Carlos Pérez del Valle (2009-2017), Eva Perea Muñoz (2017-2018), Rafael Rodríguez-Ponga (2019-2024) y Arcadi Gual Sala (actualidad). Uno de los patronos de la Universidad es el Arzobispo de Barcelona, actualmente Juan José Omella.

## Estructura

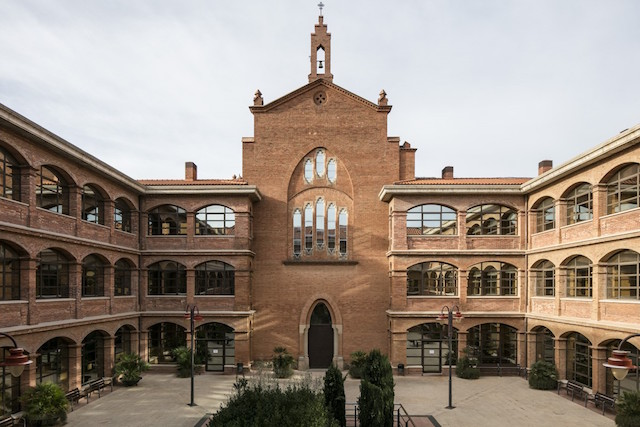
Claustro de la Universidad Abad Oliva

La UAO CEU se estructura tripartita en tres facultades: la de Derecho y Empresa, cuya decana es la Dra. María Jesús Pesqueira Zamora; la de Comunicación, Educación y Humanidades, cuyo decano es la Dr. Enrique Martínez García, y la de Psicología, que tiene como decano al Dr. Martín Echevarría. En ellas, se imparten títulos de grado, máster y postgrado en las áreas de Comunicación, Derecho y Ciencias Políticas, Educación, Empresa y Economía, Humanidades y Psicología.
En 2017 la Unesco concedió a la UAO CEU la Cátedra Paz, Solidaridad y Diálogo Intercultural, para promover un concepto integral de la paz.
A ella se añaden la Cátedra de Empresa Familiar y de Creación de Empresas, la Cátedra de Economía Solidaria; la Cátedra Gift & Task de Bioética y Derecho, la Cátedra Rey Martín El Humano, Conde de Barcelona, y en 2019, coincidiendo con la conmemoración del 500 aniversario, la Cátedra CEU Elcano - Primera Vuelta al Mundo. 
En 2020 se crearon la Cátedra de Estudios Mundiales Antonio de Montserrat y la Cátedra Jean Monnet sobre Integración Fiscal en la Unión Europea, financiada con fondos competitivos europeos de la convocatoria Erasmus+ de actividades Jean Monnet.
También existe el Observatorio Laboral, dedicado a cuestiones de actualidad del mundo del trabajo y el Instituto de Ciencias de la Salud.
La UAO CEU cuenta con seis grupos de investigación: MULTICULTCOM (Comunicación y Conflicto en una Sociedad Multicultural), TRIVIUM (Familia, Educación y Escuela Inclusiva), EAEDIUM (Economía Aplicada, Economía de la Educación e Investigación de Mercados), EJES (Empleabilidad, Jóvenes y Exclusión Social), GREFE (Empresa Familiar y Emprendimiento) y PROSOPON (Persona y Vida Personal). También, tiene el HUB de Comunicación, espacio de creación e innovación, compuesto por el Aula Agencia, Aula Media, Aula News y Aula Think.
La UAO CEU forma parte de la Conferencia de Rectores de las Universidades Españolas (CRUE); de la Red Vives de Universidades, cuya presidencia ejerció en el periodo 2019-2020, así como de la European Association for International Education y el Consejo Internacional de Universidades Santo Tomás de Aquino. En 2020 se incorpora a la European Federation of Catholic Universities y a la Plataforma Internacional para la Cooperación y la Migración. Es parte del grupo educativo CEU y es una de las tres Universidades CEU.

## Actividades

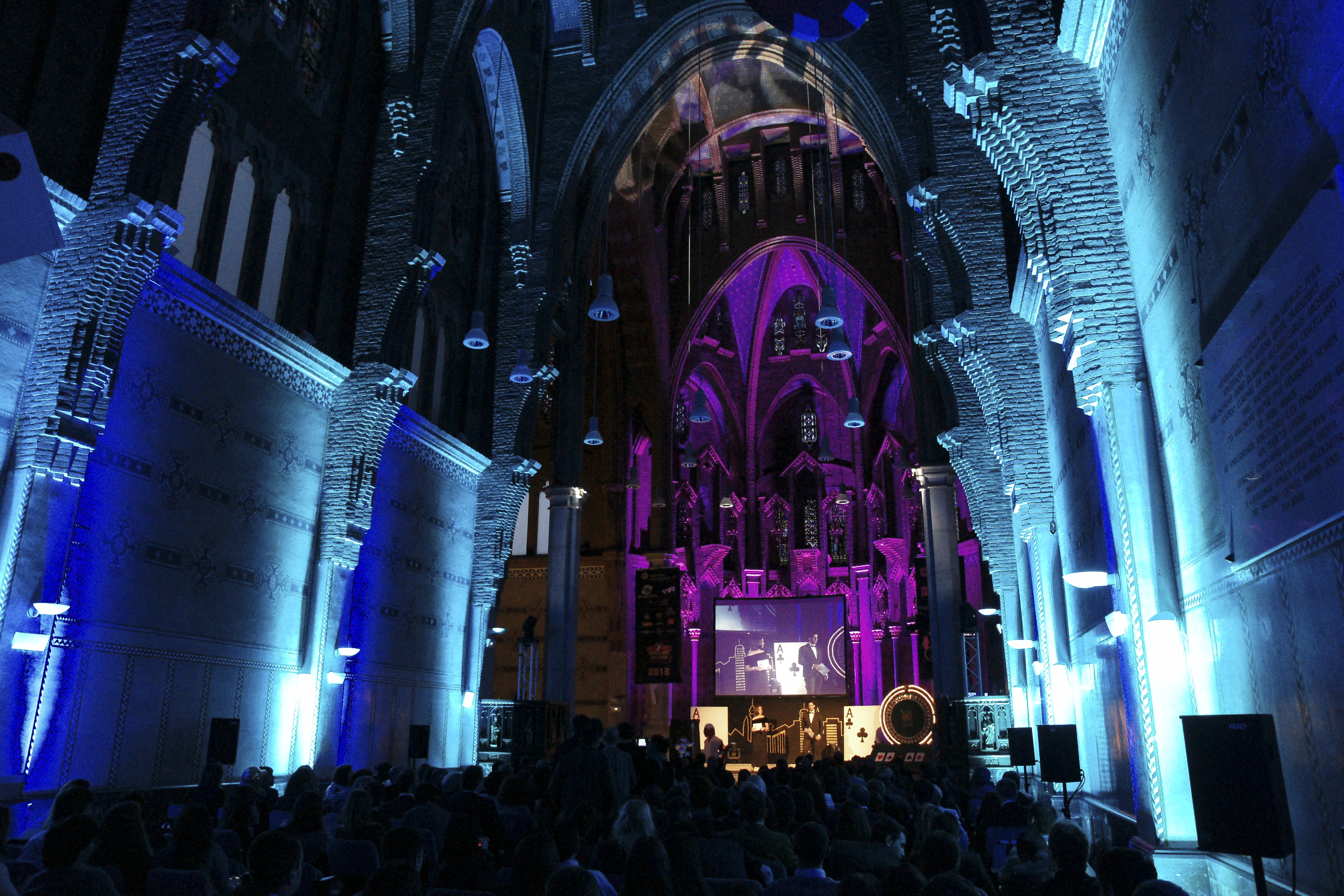
Ceremonia de los GoliADs UAO CEU Awards

Además de su función investigadora y docente, la UAO CEU organiza actividades culturales y divulgativas. En 2007 se crearon los GoliADs UAO CEU Awards, premios de Publicidad y Comunicación otorgados anualmente por el alumnado de la propia Universidad a agencias de publicidad y medios de comunicación.
Desde el año 2013 organiza el BCN Thinking Challenge, una maratón universitaria de emprendimiento social creada por el Club de Emprendedores de la Universidad. 
En 2015 se crearon los encuentros por la innovación educativa Education Talks, que se organizan en dos sesiones anuales, una sesión sobre innovación educativa y otra sobre un tema monográfico. 
En 2017 se puso en marcha la Digital Communication Week. Se han celebrado dos ediciones: una centrada en el papel de la inteligencia artificial y otra centrada en la transformación digital. Se organiza en el marco del máster universitario en Comunicación Digital y Nuevas Tecnologías.
En el contexto del Grupo de Investigación Familia, Educación y Escuela Inclusiva, anualmente se celebran los congresos Word in Education, con sede rotatoria en la Universidad Abad Oliva CEU, la Jesuit University Ignatianum (Polonia) y las Facultés Libres de Philosophie et de Psychologie (Francia).
Otros congresos que la UAO CEU organiza son el Congreso Derecho y Sociedad y el Congreso Europeo de Antropología Cristiana y Ciencias de la Salud Mental, que celebraron su primera edición en el mes de septiembre de 2018 y 2019, respectivamente.
La UAO CEU fue la primera universidad en sumarse al programa ‘Universitats amb cor’ de Cáritas Diocesana de Barcelona. Forma parte del grupo educativo CEU, la institución educativa privada que más recursos destina en España a becas y ayudas al estudio.

## Reconocimientos

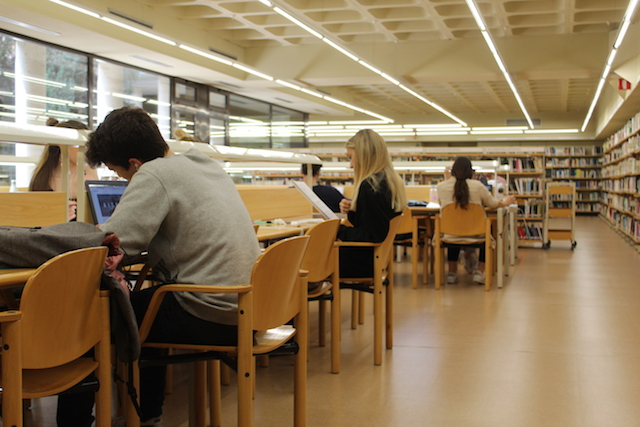
Biblioteca de la UAO CEU

En docencia, la UAO CEU es la primera universidad privada catalana situada en el ranking de universidades españolas, según acredita el Instituto de Análisis Industrial y Financiero (IAIF) de la Universidad Complutense de Madrid. En el ámbito privado nacional, la UAO CEU ocupa la tercera posición, solo por detrás de la Universidad de Navarra y la Universidad Pontificia Comillas.
En la séptima encuesta de inserción laboral de los titulados de las universidades catalanas (2020), que elabora la Agencia para la Calidad del Sistema Universitario de Cataluña, los egresados de la UAO CEU alcanzan una tasa de empleabilidad del 95,3 %, varios puntos por encima de la media del resto de universidades en el área de las Ciencias Sociales.
Según el estudio Vía Universitaria (2016), de la Fundación Jaume Bofill y la Red Vives de Universidades, el 85 % del alumnado de la UAO CEU está satisfecho con los estudios que cursa. En el séptimo ranking de universidades de la Fundación CyD (2020), la UAO CEU es calificada como centro de mayor rendimiento relativo en los conceptos de movilidad internacional, profesorado internacional, prácticas en empresas de la región, tasa de graduación y tasa de rendimiento de grado.
Según el World University Ranking, elaborado por Times Higher Education, las universidades CEU están dentro de las 500 mejores del mundo y ocupan la sexta posición entre las españolas.

## Sede

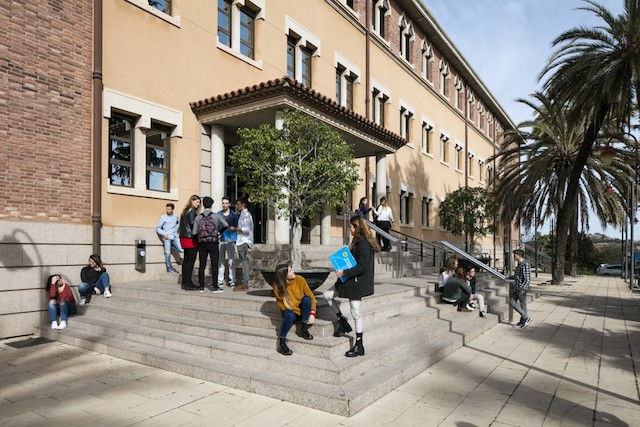
Entrada principal de la Universidad

La UAO CEU tiene su sede principal en el Campus de Bellesguard, situado en torno al antiguo palacio-fortaleza de verano de la Casa de Barcelona, en la que en 1410 murió incluso su último miembro, el rey Martín I de Aragón, conocido también como Martín el Humano. 
En 1900 parte de la parcela se segregó para que el arquitecto Antoni Gaudí pudiera construir una residencia para el industrial Jaume Figueres, conocida como Torre Bellesguard. En el resto de la parcela las Oblatas del Santísimo Redentor impulsaron en 1925 una comunidad religiosa con obra social, construida por el arquitecto Bernardí Martorell gracias a la generosidad de Francesca Balart. Martorell, discípulo de Gaudí, concibió una iglesia de bóvedas hiperboloides, que es hoy el Aula Magna / Aula Sacra. 
Iglesia y claustro fueron acondicionados como sede para la UAO CEU por el arquitecto Miquel Àngel Armengou en 1992. En 2018 se acometieron obras de reforma en las instalaciones del Aula Magna / Aula Sacra, con la instalación de un sistema de calefacción de suelo radiante y nuevos equipamientos audiovisuales. En 2019 se inauguraron los nuevos estudios de radio, televisión y fotografía.

## Gobierno
- Dr. Arcadi Gual Sala: rector
- Dr. Sergio Rodríguez López-Ros: vicerrector de Relaciones Institucionales
- Dr. Swen Seebach: vicerrector de Ordenación Académica y Calidad
- Dr. Alessandro Mini: vicerrector de Investigación y Relaciones Internacionales
- Dr. Joan Ripoll Alcon: vicerrector de Profesorado
- Dra. Laura Amado: vicerrectora de Estudiantes
- Borja García-Nieto: presidente del Consejo Asesor